# ТЕЦ Умм-Вуаль
ТЕЦ Умм-Вуаль — теплова електростанція у Саудівській Аравії, яка входить до виробничого комплексу гірничохімічного комбінату Умм-Вуаль. 
У 2017 році на півночі країни почав роботу комплекс з виробництва фосфорної кислоти, однією зі складових якого є завод сульфатної кислоти. Технологічний процес заводу заснований на спалюванні сірки, під час чого утворюються великі обсяги тепла. За рахунок його утилізації продукують пару, що живить дві парові турбіни нормальною потужністю по 76 МВт (за умови роботи заводу сульфатної кислоти на рівні 110% від потужності турбіни повинні видавати 93 МВт). 
Окрім виробництва електроенергії ТЕЦ продукує технологічний пар низького тиску в обсягах 802 тони на годину.
Для запуску заводу сульфатної кислоти до енергетичного господарства включено допоміжний котел, продукована яким пара також може подаватись до турбін або забезпечувати роботу однієї з лінії фосфорної кислоти при умові зупинки виробництва сульфатної кислоти. Зазначений котел працює на природному газу (надходить на майданчик заводу по відгалуженню від трубопроводу System A/B – Ваад-ал-Шамаль) або на нафті.